# Шарлотт (футбольний клуб)
«Шарлотт» (англ. Charlotte Football Club) — американський професіональний футбольний клуб з міста Шарлотт штату Північна Кароліна. Виступає в MLS, вищій футбольній лізі США та Канади, з 2022 року.

## Історія

### Створення клубу
У 2014 році власники новоствореного клубу «Шарлотт Індепенденс» з ліги USL Pro заявили про намір у перспективі отримати франшизу MLS. Їх план припускав реконструкцію Меморіального стадіону Американського легіону. У жовтні 2016 року клуб найняв спортивну інвестиційну фірму для залучення потенційних інвесторів у заявку на франшизу MLS.
Наприкінці 2016 року іншу заявку від Шарлотта було сформовано Брутоном і Маркусом Смітами з компанії Speedway Motorsports, власника гоночного треку Charlotte Motor Speedway. У заявці пропонувалося побудувати новий стадіон на 20—30 тис. місць на місці Меморіального стадіону, що обійшлося б у $175 млн, з яких $87,5 млн профінансувала б влада міста та округу і $75 млн склав би кредит для групи власників. Рада уповноважених округу Мекленберг проголосувала за запропонованим планом «за», у той час як міська рада Шарлотта вирішила не голосувати з цього питання до останнього терміну подання заявок — 31 січня 2017 року. Маркус Сміт подав заявку без підтримки міської ради, покладаючись лише на план фінансування влади округу. Декілька чиновників ліги здійснили поїздку до Шарлотта в липні 2017 року, але і міська рада, і окружні уповноважені скасували свої зустрічі з ними. Шарлотт також зіткнувся з конкуренцією з боку Ролі, який також був частиною списку претендентів на франшизу MLS з дванадцяти міст і отримав підтримку від уряду штату. У серпні 2017 року уповноважені округи Мекленберг переглянули своє колишнє рішення, проголосувавши проти участі у фінансуванні будівництва стадіону. У листопаді 2017 року MLS скоротила свій список кандидатів до чотирьох міст, виключивши Шарлотт.
Керуючий хедж-фонду та мільярдер Девід Теппер став власником команди Національної футбольної ліги «Кароліна Пантерз» у липні 2018 року і заявив про свій намір залучити MLS до Шарлотта. Новий президент «Пантерз» Том Глік, який раніше був головним операційним директором «Манчестер Сіті», а також брав участь у заявці на розширення MLS для «Нью-Йорк Сіті», був призначений відповідальним за організацію заявки на розширення MLS для Теппера, у якого було кілька зустрічей з офіційними особами ліги до відкриття наступного вікна заявок у квітні 2019 року. Теппер представив офіційну заявку на розширення Шарлотта в лігу в липні 2019 року, незадовго до зустрічей з офіційними особами ліги та додаткових турів по «Бенк оф Америка Стедіум». У вересні він оголосив про плани з модернізації існуючого «Банк оф Америка Стедіум» для клубу MLS, що включало б до $215 млн вкладень від міської влади. Теппер також обговорив можливість будівництва нового стадіону для «Пантерз» та футбольного клубу, який мав би розсувний дах. У листопаді комісіонер MLS Дон Гарбер назвав Шарлотт найвірогіднішим претендентом на місце 30-ї франшизи ліги, високо оцінивши зусилля Теппера та проєкт заявки . Наприкінці листопада міська рада Шарлотта затвердила фінансування стадіону та франшизи у розмірі $110 млн, використовуючи доходи від податку на готельні послуги. Рада керуючих MLS зібралася на початку грудня, щоб обговорити пропозицію Шарлотта та санкціонувати остаточні переговори з Теппером. 17 грудня 2019 року MLS офіційно оголосила про присудження місту Шарлотт 30-ї франшизи ліги, яка розпочне виступ у 2021 році. Вартість франшизи, яку сплатив Теппер, за повідомленнями, склала близько $325 млн, тобто плата зросла на 62,5 % порівняно з тим, що було сплачено в результаті успішних заявок Сент-Луїса та Сакраменто раніше того ж року . Клуб продав 7 тис. сезонних абонементів у перші 24 години після оголошення розширення ліги.

### Підготовка до участі в MLS
8 липня 2020 року майбутній клуб підписав першого гравця, ним став іспанський півзахисник Серхіо Руїс.
17 липня 2020 року MLS оголосила про зсув на рік вперед термінів вступу до ліги трьох нових клубів у зв'язку з пандемією COVID-19, у тому числі початок виступу клубу з Шарлотта був перенесений на 2022 рік.
22 липня 2020 року було представлено назву клубу — «Шарлотт» (англ. Charlotte Football Club), емблема та кольори . Назва була обрана з п'яти фінальних варіантів, рештою були: «Кароліна Глайдерс» (англ. Carolina Gliders FC), «Шарлотт Атлетік» (англ. Charlotte Athletic FC), «Шарлотт Краун» (англ. Charlotte Crown FC) та «Шарлотт Таун» (англ. Charlotte Town FC) .
7 липня 2021 року першим головним тренером в історії «Шарлотта» був призначений іспанський фахівець Мігель Анхель Рамірес. 26 січня 2022 року клуб підписав першого призначеного гравця, польського нападника Кароля Свідерського .

### Дебютний сезон-2022
«Шарлотт» зіграв свій дебютний матч у MLS 26 лютого 2022 проти «Ді Сі Юнайтед» в гостях, зазнавши розгромної поразки з рахунком 0:3. У першому домашньому матчі клубу на «Банк оф Америка Стедіум», зіграному 5 березня проти «Лос-Анджелес Гелаксі» (0:1), було встановлено рекорд відвідуваності матчу MLS — 74 479 глядачів. 13 березня в матчі проти «Атланти Юнайтед», програному з рахунком 1:2, Адам Армор забив перший гол в історії клубу. Свою першу перемогу «Шарлотт» здобув 19 березня, обігравши «Нью-Інгленд Революшн» з рахунком 3:1.